# Сереброэрбий
Сереброэрбий — бинарное неорганическое соединение, интерметаллид
эрбия и серебра
с формулой AgEr,
кристаллы.

## Получение
- Сплавление стехиометрических количеств чистых веществ:

{\displaystyle {\mathsf {Er+Ag\ {\xrightarrow {1195^{o}C}}\ AgEr}}}

## Физические свойства
Сереброэрбий образует кристаллы
кубической сингонии (примитивная решётка), пространственная группа P m3m, параметры ячейки a = 0,3574 нм, Z = 1,
структура типа хлорида цезия CsCl
.
Соединение конгруэнтно плавится при температуре 1195 °C.